# Vědomí
Vědomí (od věděti) je ústředí integrované psychické činnosti člověka a v různé míře i dalších živočichů, zahrnující všechno, čemu právě věnují svoji pozornost. Vědomí integruje rozmanité duševní či mentální činnosti (vnímání, myšlení, cítění, vyjadřování, paměť, pozornost atd.) a do jisté míry je řídí. U člověka umožňuje sebereflexi, v níž se samo stává předmětem pozornosti. Je zdrojem vůle a volních aktů, rozhodování, a tudíž i jakýmsi ohniskem či středem lidské osoby. Vědomí můžeme ztratit ve spánku, při závažné nemoci a při úrazech mozku, je tedy patrně na mozku závislé.
Slovo vědomí lze použít také jako přechodné, ve spojení s předmětem, tj. „vědomí něčeho“ a „být si vědom něčeho“, což znamená nejen vědět, ale toto vědění také aktualizovat, zpřítomnit, případně z něho vyvozovat praktické důsledky pro své jednání. Přirozeným předpokladem svobody ve společnosti je, že všichni „jsou si vědomi“ důsledků svých jednání, že si je přičítají a že za ně nesou odpovědnost. Lidé „nepříčetní“, kteří toho nejsou schopni, musejí být svěřeni do cizí péče, případně jen dohledu.

## Významy pojmu
Pojem vědomí se postupně oddělil od starší představy svědomí jakožto vědomí mravního. Význam vědomí u sebe vyzdvihl francouzský filosof René Descartes (1596–1650), který v něm nalezl jediný zdroj jistoty poznání: zatímco i smyslové vjemy mohou být klamné (halucinace anebo bludy), věta „Přemýšlím (logicky rozumně|racionálně), tedy jsem.“ (Cogito ergo sum) je v okamžiku, kdy ji říkám, nutně pravdivá. V průběhu novověku pojem vědomí pozvolna vytlačuje starší pojem duše, protože je určitější a lépe přístupný filosofickému i vědeckému zkoumání. Na druhé straně přispívá k jistému zužování našeho chápání sebe samých, protože navozuje představu, že člověk jen logicky a racionálně myslí anebo rozumově poznává. Současná věda chápe vědomí jako projev mozkové a nervové činnosti, jež zkoumá fyziologickými prostředky.
Výrazy pro vědomí v různých jazycích lze překládat mnohdy jen s obtížemi. V řadě jazyků se pojmy vědomí a svědomí vyjadřují tímtéž slovem (lat. conscientia, fr. conscience). Kromě toho je zde řada dalších pojmů s příbuzným významem, například duch (lat. spiritus, fr. esprit, něm. Geist), duše (lat. anima, angl. soul, franc. ame, něm. Seele) nebo mysl (angl. mind). Některé buddhistické pojmy v tomto směru jsou patrně zcela nepřeložitelné a dají se popsat jen vysvětlováním ... Jejich převod přes angličtinu bývá ještě zkreslován evropskými myšlenkovými kategoriemi ...

### Vědomí v lékařství
V lékařství se jako vědomí označuje stav, kdy pacient vnímá, plně si uvědomuje sebe sama a kdy na podněty reaguje ze své vůle. V tomto bdělém stavu prožíváme události jinak než ve spánku, bezvědomí a kómatu, neostře či zastřeně pak ve stavech ospalosti, somnolence či soporu (hluboký spánek), stejně jako u změněného vědomí během hypnózy či transu. 
 Z fyziologického hlediska je vědomí souhrnem funkcí, které umožňují přijímat podněty z vnitřního i vnějšího prostředí (percepce), vyhodnocovat je a zpracovávat, ukládat je jako engramy (paměťové stopy) a odpovídat na ně přiměřeným způsobem. V (neuro)psychologii lze vědomí definovat úžeji jako zaměřenou pozornost(,) pracovní (provozní|operační) pamět|i (pozn. ve výsledku shrnuto: pozornost pracovní (provozní|operační) paměti, ale i sebeuvědomování a osobnost.

### Vědomí v psychiatrii a filosofii
Psychologové a psychiatři často používají pojmu „plné vědomí“ ve smyslu vědomí sebe, uvědomování si své vlastní existence a identity, a to v rámci společnosti, protože člověk nežije ve vakuu ... Bytost, která dosáhla stavu plného vědomí, se nazývá osoba. C. G. Jung definoval vědomí jako funkci anebo činnost, která udržuje psychické obsahy ve vztahu k „já“.
Vědomí je jeden z ústředních pojmů novověké filosofie (lásky k moudrosti) od Descarta přes Hegela a Schopenhauera až po Husserlovu fenomenologii a existencialismus. Jak ukázal Immanuel Kant, podílejí se na každé naší zkušenosti „apriorní formy“ vědomí, jako je prostor a čas, bez nichž by se ani smyslové vjemy nemohly stát zkušenostmi. Někteří filosofové a teologové však raději používají starší pojem „duše“, aby připomněli i ty stránky lidské osoby, které nemají povahu vědění a poznávání.
| „            | Mít vědomí znamená právě mít čas. | “ |
| — E. Lévinas |                                   |   |

Podobné úvahy mohou snadno přejít do praktických důsledků v průběhu debaty o právech zvířat, o zodpovědnosti za trestný čin nebo o filosofii vzdělávání. Filosofie umělé inteligence pak také usiluje o to poskytnout odpovědi na otázky jako zdali je možné vědomí uměle vytvořit, zdali se liší lidské vnímání od vnímání stroje anebo jestli je možné vidět lidské vědomí jako nadpřirozenou entitu.

## Vědomí, podvědomí a nevědomí
Že velkou část toho, co se děje v našem těle, nemůžeme nijak ovládat, ba ani bychom ovládat nedovedli (např. srdeční tep nebo trávení), věděli lidé odjakživa. Německý filosof F. Nietzsche upozornil na podstatnou omezenost lidského vědomí a na řadu dalších automatismů, jež sami neovládáme. Rakouský psychiatr Sigmund Freud pak na základě svých zkušeností s pacienty vyslovil názor, že „Já není pánem ve svém domě“ a zavedl důležité pojmy cenzury, potlačení, podvědomí případně nevědomí.
Téma vědomé a nevědomé činnosti je předmětem zkoumání nejen ve filosofii a psychologii, ale dnes především v neurovědách a fyziologii.

### Předvědomí
V určitém čase můžeme zaměřit pozornost pouze na omezený počet podnětů, ale pokud např. v hlučné místnosti uslyšíme zašeptat svoje jméno, ihned zpozorníme. Zaznamenáváme podněty, které vědomě nevnímáme. Mnoho vzpomínek a myšlenek není v určité chvíli částí našeho vědomí, pokud je to však potřebné, mohou být do vědomí vyvolány. Takovéto vzpomínky dostupné vědomí se nazývají předvědomé vzpomínky. Zahrnují specifické osobní vzpomínky na soukromé události nashromážděné v průběhu života. Také zahrnují naučené dovednosti, např. hraní na kytaru apod.

### Nevědomí
Nevědomí je úhrn všech duševních jevů postrádajících vlastnosti vědomí. Patří sem tedy psychické obsahy, které si člověk neuvědomuje, jež ale působí na jeho vnímání, chování a jednání, aniž o nich ví. Nevědomí obvykle obsahuje emočně bolestivé vzpomínky, které byly vytěsněny, případně další touhy a vzpomínky, jež ovlivňují chování přímo nebo zastřeně, prostřednictvím snů, chybných úkonů, přeřeknutími a specifickým chováním. Některé vzpomínky a duševní procesy jsou introspekcí nepřístupné, a proto mohou být označeny jako nevědomé. Vodítka z prostředí mohou ovlivnit naše chování, aniž bychom si toho byli vědomi.
Nevědomí kolektivní je termín C. G. Junga pro oblast nevědomí, která obsahuje kolektivní (všem lidem společné) psychické obsahy, tzv. archetypy. Dle hlubinné psychologie soubor představ, jež se vyskytují v mytologii a náboženství.

## Typy vědomí
- Vědomí aproximativní – podle C. G. Junga, se jedná o stav mezi jasným vědomím a nevědomím.
- Vědomí kolektivní – dle E. Durkheima soubor představ, citů, tužeb aj., jež jsou dány společným soužitím a nikoli individuálně.
- Vědomí nešťastné – podle G. W. F. Hegela stav člověka, který si je vědom rozdvojení vlastního vědomí; nicotnost vlastního bytí versus ideál, který se ztrácí v nedosažitelnu.
- Vědomí obluzené – při vysokých horečkách, intoxikaci, úžehu.
- Vědomí skupinové – souhrn psychických jevů, které jsou společné členům skupiny a jež se v průběhu existence skupiny vyvinuly ve vědomé MY.
- Vědomí symbolické – podle Ebbinghause nejranější doba dětského dotazování; v dospělosti je předpokladem umělecké tvorby.
- Vědomí vesmírné – podle W. Jamese vědomí, v němž je obsaženo jako ve vzpomínkách vše, co kdy lidé prožili, které jsou jednotlivému vědomí neznámé. H. Driesch tvrdil, nevědomí jednotlivých lidí je roztroušeno v kosmu a lze je propojit telepatií.
- Vědomí zastřené (obnubilace) – mrákotný stav trvající minuty i dny. Ztráta paměti u epilepsie, hysterii, ebrietě.
- Vědomí změněné – vnímání, myšlení a cítění jedince je ovlivněno okolnostmi, např. hypnózou, drogou, katastrofou, sněním, únavou.